# カヴァルツェレ
カヴァルツェレ（伊: Cavarzere）は、イタリア共和国ヴェネト州ヴェネツィア県にある、人口約12,900人の基礎自治体（コムーネ）
。

## 地理

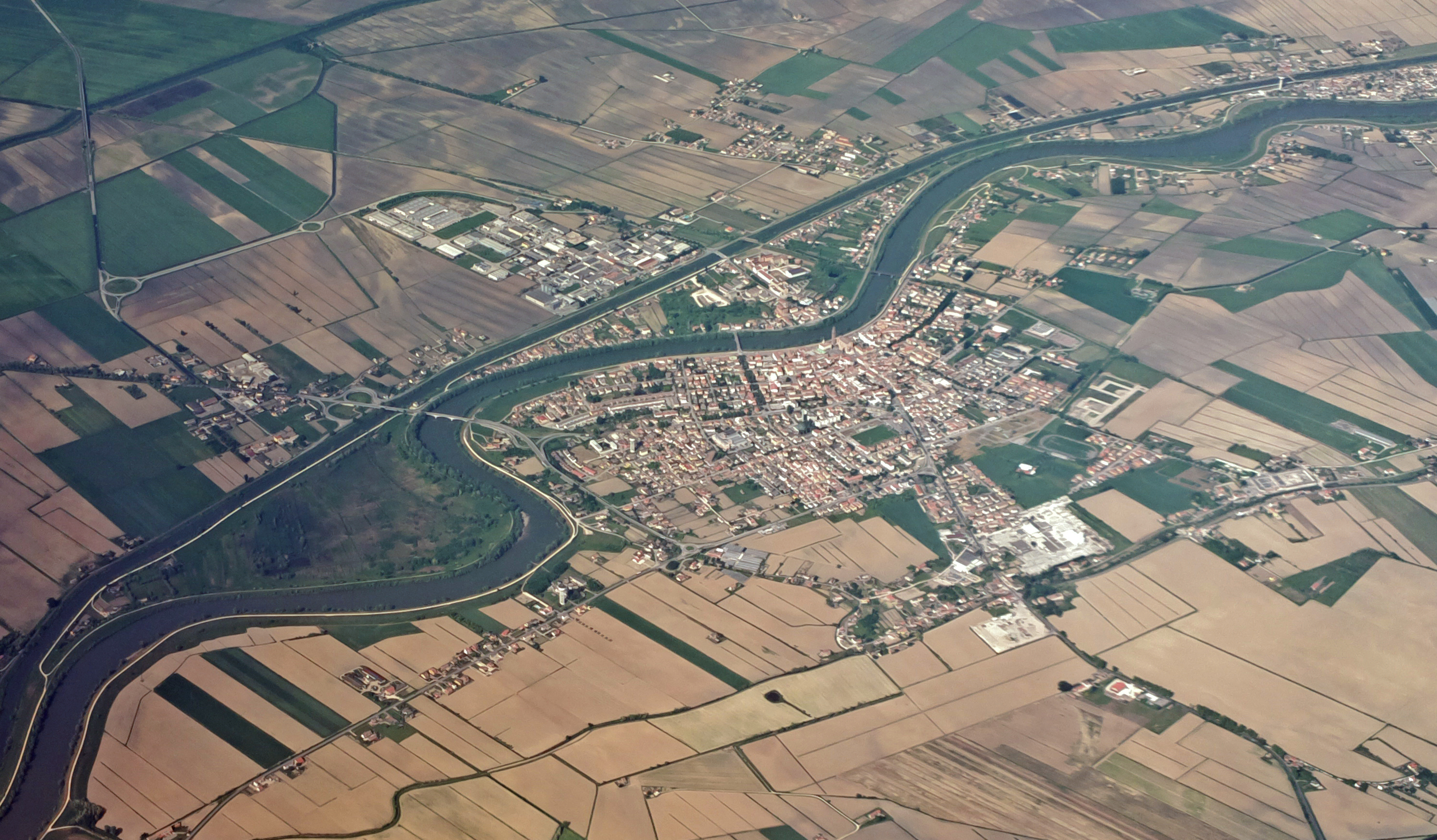
Cavazere

### 位置・広がり

#### 隣接コムーネ
隣接するコムーネは以下の通り。括弧内のPDはパドヴァ県、ROはロヴィーゴ県所属を示す。
- アドリア (RO)
- アーニャ (PD)
- アングイッラーラ・ヴェーネタ (PD)
- キオッジャ
- コーナ
- ロレーオ (RO)
- ペットラッツァ・グリマーニ (RO)
- サン・マルティーノ・ディ・ヴェネッツェ (RO)

### 気候分類・地震分類
気候分類では、zona E, 2313 GGに分類される。
また、イタリアの地震リスク階級 (it) では、zona 3 (sismicità bassa) に分類される。

## 行政

### 分離集落
カヴァルツェレには以下の分離集落（フラツィオーネ）がある。
- Boscochiaro, Grignella, Rottanova, San Pietro, Valcerere-Dolfina, Villaggio Busonera, San Gaetano

## 姉妹都市
- カッシーノ、イタリア 1998年
- セッティモ・トリネーゼ、イタリア 2000年
- Cugnaux、フランス 2001年
- Valinhos、ブラジル 2010年